# Neukaledonische Fußballnationalmannschaft (U-17-Junioren)
Die neukaledonische U-17-Fußballnationalmannschaft ist eine Auswahlmannschaft neukaledonischer Fußballspieler. Sie unterliegt der Fédération Calédonienne de Football und repräsentiert sie international auf U-17-Ebene, etwa in Freundschaftsspielen gegen die Auswahlmannschaften anderer nationaler Verbände, bei U-17-Ozeanienmeisterschaften und U-17-Weltmeisterschaften.
Die Mannschaft wurde 2003 und 2013 Vize-Ozeanienmeister. 2009 erreichte sie den dritten Platz. Die Mannschaft qualifizierte sich 2017 zum ersten Mal für die U-17-Fußball-Weltmeisterschaft.

## Teilnahme an U-17-Weltmeisterschaften
(Bis 1989 U-16-Weltmeisterschaft)
| 1985 | nicht qualifiziert |
| 1987 | nicht teilgenommen |
| 1989 | nicht teilgenommen |
| 1991 | nicht teilgenommen |
| 1993 | nicht teilgenommen |
| 1995 | nicht teilgenommen |
| 1997 | nicht teilgenommen |
| 1999 | nicht qualifiziert |
| 2001 | nicht qualifiziert |
| 2003 | nicht qualifiziert |
| 2005 | nicht qualifiziert |
| 2007 | nicht qualifiziert |
| 2009 | nicht qualifiziert |
| 2011 | nicht qualifiziert |
| 2013 | nicht qualifiziert |
| 2015 | nicht qualifiziert |
| 2017 | Vorrunde           |
| 2019 | nicht qualifiziert |
| 2023 | Vorrunde           |

## Teilnahme an U-17-Ozeanienmeisterschaften
(Bis 1989 U-16-Ozeanienmeisterschaft)
| 1983 | 4. Platz           |
| 1986 | nicht teilgenommen |
| 1989 | nicht teilgenommen |
| 1991 | nicht teilgenommen |
| 1993 | nicht teilgenommen |
| 1995 | nicht teilgenommen |
| 1997 | nicht teilgenommen |
| 1999 | 4. Platz           |
| 2001 | zurückgezogen      |
| 2003 | 2. Platz           |
| 2005 | 4. Platz           |
| 2007 | 4. Platz           |
| 2009 | 3. Platz           |
| 2011 | Vorrunde           |
| 2013 | 2. Platz           |
| 2015 | 4. Platz           |
| 2017 | 2. Platz           |
| 2018 | Vorrunde           |
| 2023 | 2. Platz           |